# Xavier Rhodes
Pour les articles homonymes, voir Rhodes (homonymie).
(en) Statistiques sur pro-football-reference
Xavier Rhodes, né le 19 juin 1990 à Miami en Floride, est un joueur américain de football américain évoluant au poste de cornerback. Il est actuellement agent libre.

## Biographie

### Carrière universitaire
Il a étudié à l'Université d'État de Floride et a joué pour leur équipe des Seminoles de 2009 à 2012.

### Carrière professionnelle
Il est sélectionné par les Vikings du Minnesota au premier tour, en 25e position, lors de la draft 2013 de la NFL. Il commence la saison 2013 en tant que troisième cornerback de l'équipe derrière Chris Cook et Josh Robinson. Ayant d'abord été utilisé comme nickelback, il obtient sa première titularisation comme cornerback extérieur lors de la 12e semaine après une blessure de Josh Robinson.
Il est désigné titulaire au début de la saison 2014 aux côtés de Captain Munnerlyn. À sa première saison complète comme cornerback extérieur, il réalise 48 plaquages, dont 38 seul, 18 passes déviées et une interception.  
Le 20 novembre contre les Cardinals de l'Arizona, il intercepte une passe de Carson Palmer pour en marquer un touchdown après un retour de 100 yards et bat le record des Vikings du plus long retour d'interception. Il est sélectionné pour la première fois de sa carrière au Pro Bowl à l'issue de la saison 2016, saison auquel il a notamment cumulé 5 interceptions, 11 passes déviées et un fumble forcé.
Il prolonge en juillet 2017 son contrat avec les Vikings pour 5 ans et 70 millions de dollars. Durant la saison 2017, il est un élément clé de la défense des Vikings qui est considérée comme une des meilleures de la ligue. Sa saison est couronnée par une sélection dans la première équipe-type All-Pro de la ligue ainsi qu'une deuxième participation consécutive au Pro Bowl.
Le 13 mars 2020, il est libéré par les Vikings après sept saisons avec l'équipe. Il signe le 26 mars aux Colts d'Indianapolis pour un an.